# 朱舜民
朱舜民（1506年—？），字虞甫，山東濟南府齊東縣人，民籍，明朝政治人物。

## 生平
嘉靖十九年（1540年）庚子科山東鄉試第二十七名舉人。嘉靖二十年（1541年）中式辛丑科會試第一百五十七名，登第三甲第九十二名進士。授吴江县知县，歷官澤州知州、湖廣右參議，三十五年六月升浙江按察司副使。

## 家族
曾祖朱聰；祖父朱瑄；父朱世賢，理問。母王氏。永感下。兄堯民。